# Xavier Wurth
Xavier Wurth, né à Liège le 4 octobre 1869 et mort le 6 décembre 1933 dans la même ville, est un peintre belge de paysages, de marines et de portraits.

## Biographie
On retrouve les origines de la famille Wirth au XVIIIe siècle en Allemagne à Bühl. Cette famille de chapelier vint s'installer à Luxembourg où Wirth fut transformé en Wurth. Son arrière grand-père, Jean-Charles dit Jean Baptiste Wurth qui fit des études de médecine à Louvain (1795) et exerça à Luxembourg et devint entre autres médecin des prisons. Son grand-père, Jean François Xavier Wurth s'est installé à Liège où il exerçait le métier d'avocat, tout en étant professeur d'histoire à l'université de Liège. On lui doit de nombreux ouvrages sur l'histoire de Liège mais également sur la littérature antique et néerlandaise. Son père Jean Baptiste Charles Wurth était chirurgien à Liège. Le rêve du Père Wurth était que son fils devienne médecin, tout comme lui. Mais Xavier était un artiste dans l'âme, ses cours à l'académie prennent le dessus. Il est le mouton noir de la famille, quitte le foyer et épouse la servante. Le couple Wurth loue une chambre mansardée et vit de petits boulots. Progressivement, la vente de ses œuvres prend de l'ampleur. Son épouse s'occupe de l'organisation et de la gestion des expositions.
Il excelle dans tous les domaines : portraits, marines, natures mortes sont moins connus que ses paysages de l'Ardenne qui fera sa réputation.
Dans un paysage signé Wurth, on trouve toujours les nuages et la lumière et la luminosité est d'autant plus puissante qu'elle se détache quelque part sur la toile, parfois où on ne l'attend pas. Sa production d'huiles, d'aquarelles, et de dessins a été très importante. Dans la région liégeoise, un Wurth était accroché au mur de toutes les maisons bourgeoises.
Son fils Emile Wurth a réalisé quelques peintures également, mais a exercé son art dans le domaine de l'architecture. On retrouve encore ses réalisations avenue du Luxembourg et avenue de l'Observatoire à Liège.

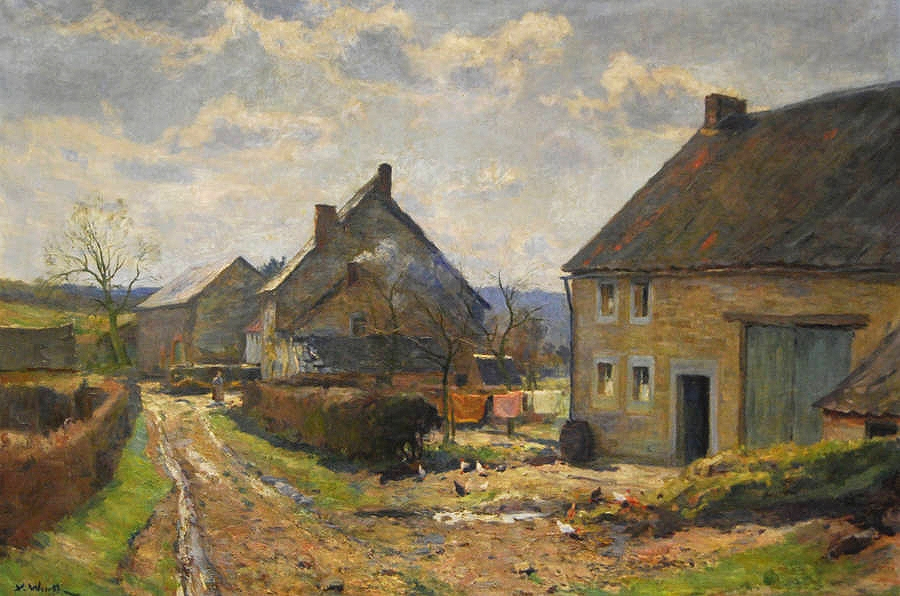
Hameau en Ardenne, 1921.
Huile sur toile, 100 × 146 cm (Collection privée)

De 1889 à 1893, Xavier Wurth est l'élève d'Adrien de Witte et d'Évariste Carpentier à l'Académie Royale des Beaux-Arts de Liège. Il expose à de nombreuses reprises et obtient le prix de Rome. Ami de Richard Heintz, d'Auguste Donnay et d'Albert Sirtaine, il rend un éclat particulièrement délicat aux paysages ardennais. Une dizaine d'œuvres se retrouvent au Musée de l'Art wallon.
Il a été également professeur de dessin à l'Académie Royale des Beaux Arts de Liège de 1921 à 1932.

« Nul mieux que lui n'a dit le poème frais et clair du Néblon, la chanson guillerette du Ninglinspo, tous les refrains des "rus" et des "ris" limpides, cristallins, écumants, pétulants, de notre Ardenne. »

— Jules Bosmant
Xavier Wurth est, en effet, le peintre qui a peut-être interprété avec le plus de charme et le plus de fidélité la poésie de nos rivières et de nos ruisseaux ardennais.
Xavier Wurth, qui mourut lentement dans sa propriété d'Esneux (où il pêchait la truite),était une âme douce et sensible. Il s'était attaché à chanter la poésie, la tranquillité de ces régions qui lui étaient chères et familières, et qu'il a traduites si heureusement, avec sérénité et sans violence.
Il influença notablement le peintre Léon Sougné de Barvaux-sur-Ourthe (1895-1964), mais son élève le plus marquant fut Paul Lepage (Anvers, 1869 - La Hulpe, 1958), autre fleuron de l'école liégeoise du paysage, qui exerça son art surtout dans la région de Remouchamps.

## Galerie

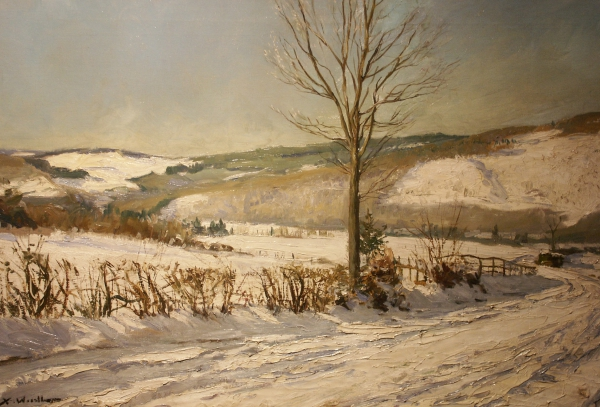
Neige dans la vallée de l'Ourthe
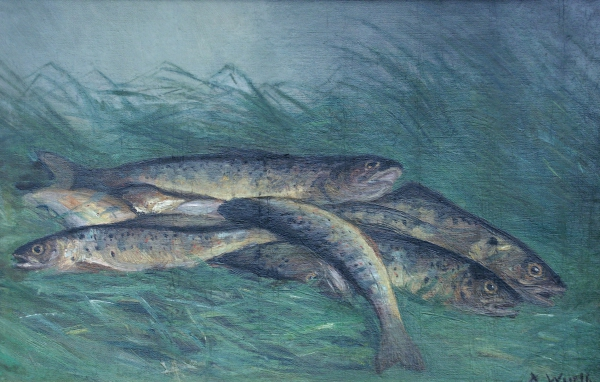
Nature morte aux truites fario
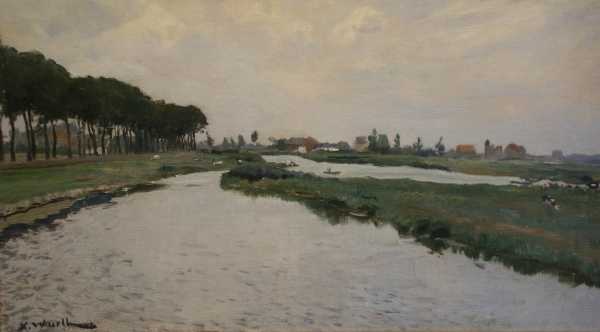
La basse-Meuse